# Economia de transição
A economia de transição ou economia em transição é uma economia que está mudando de centralmente planificada para a de mercado livre. Estas submetem-se ao Liberalismo, onde as forças de mercado são os preços, em vez de uma organização de planejamento central. Além das barreiras comerciais serem removidas, há uma pressão (em alguns casos é uma necessidade) paraprivatizar as empresas estatais e um setor financeiro é criado para facilitar a estabilização macroeconômica e o movimento privado de capital.
O processo tem sido aplicado na China, na ex-União Soviética, no bloco dos países comunistas da Europa e em muitos países do terceiro mundo. Estudos detalhados foram realizados para diagnosticar seus efeitos econômicos e sociais.
O processo de transição é geralmente caracterizado pela mudança e criação de novas instituições, especialmente empresas privadas, mudanças no papel do Estado, assim, a criação de fundamentalmente diferentes instituições governamentais e da promoção de empresas privadas, mercados e instituições financeiras independentes.
Devido às diferentes condições iniciais durante o processo emergente da transição da economia planejada para a economia de mercado, os países utilizam modelos de transição diferentes. Países como a República Popular da China e o Vietnã adotaram um modo de transição gradual, porém a Rússia e alguns outros países do Leste Europeu, como a antiga República Socialista da Iugoslávia, usaram um modelo mais agressivo e mais rápido ritmo de transição.

## Os indicadores de transição
A existência de direitos de propriedade privados é o elemento básico de uma economia de mercado e, portanto, a implementação destes direitos é o indicador mais importante do processo de transição.
Os principais ingredientes que constituem o processo de transição são os seguintes:
- Liberalização  - o processo de permitir que a maioria dos preços seja determinada no mercado livre e redução das barreiras comerciais;
- A estabilização macroeconômica - trazendo a inflação sob controle, reduzindo-a ao longo do tempo, após a explosão inicial de alta de inflação que resultou da alta impressão de moeda pelo Banco Central do país. Este processo requer disciplina sobre o orçamento do governo e o crescimento da moeda e do crédito (isto é, a disciplina na política fiscal e monetária) e progresso em direção a balança de pagamentos sustentável;[4]
- Reestruturação e privatização - a criação de um setor financeiro viável e reforma das empresas dessas economias para torná-los capazes de produzir bens que poderiam ser vendidos nos mercados livres e a transferência de sua titularidade em mãos privadas;
- Reformas legais e institucionais -. redefinindo o papel do Estado na economia, que cria o Estado de Direito, e introdução de políticas de concorrência adequadas.[5]

## Países em transição
Embora o termo "economias em transição", geralmente inclui os países da Europa Central e Oriental e da antiga União Soviética, este termo pode ter um contexto mais amplo. Há países fora da Europa, emergindo de uma economia de comando de tipo socialista para uma economia baseada no mercado (por exemplo, China). Além disso, em um sentido mais amplo da definição de economia de transição refere-se a todos os países que tentam mudar os seus elementos constitutivos básicos fundamentos no sentido de estilo no mercado. Sua origem pode ser também em uma situação pós colonial, numa fortemente regulamentada economia de estilo asiático, em uma América Latina pós-ditadura ou mesmo em um país de alguma forma economicamente subdesenvolvidos na África.
Em 2000, o FMI enumerou os seguintes países com economias em transição:
| Albânia Armenia Azerbaijão Bielorrússia Bulgária Camboja China Croácia República Checa Estônia | Geórgia Hungria Letônia Lituânia Cazaquistão Quirguistão Laos Macedônia Moldova Polônia | Romênia Rússia Eslováquia Eslovênia Tajiquistão Turcomenistão Ucrânia Uzbequistão Vietnã |

Além disso, em 2002 o Banco Mundial definiu a Bósnia e Herzegovina e a República Federal da Iugoslávia (depois Sérvia e Montenegro), como as economias em transição. Em 2009, o Banco Mundial incluiu Kosovo na lista de economias em transição. Alguns estudos do Banco Mundial também incluem a Mongólia.
De acordo com o Fundo Monetário Internacional (FMI), o Irã está em transição para uma economia de mercado, demonstrando estágios iniciais de uma economia de transição.
Os oito países que aderiram à União Europeia em 1 de Maio de 2004 (República Checa, Estônia, Hungria, Letônia, Lituânia, Polônia, Eslováquia, Eslovênia) e dois países que aderiram posteriormente em 1 de janeiro de 2007 (Romênia e Bulgária) tinham concluído o processo de transição.  De acordo com o Banco Mundial, "a transição terminou" para os 10 países que aderiram à União Europeia em 2004 e 2007. Ela também pode ser entendido como a todos os países do Bloco de Leste.